# Piletocera elongalis
Piletocera elongalis là một loài bướm đêm trong họ Crambidae.